# Osvaldo Berardi
Osvaldo Berardi (* 4. November 1931 in Argentinien; † 1. März 2016 in Buenos Aires) war ein argentinischer Karambolagespieler in den Seriendisziplinen Freie Partie und Cadre, später spielte er auch Dreiband.

## Karriere
Im Alter von 14 Jahren begann er mit dem Billardspiel. Berardi gehörte zu der Generation von Spielern, neben Pedro Leopoldo Carrera, Enrique Navarra und der ausgewanderte Spanier Enrique Miró, die Argentinien in der Mitte des 20. Jahrhunderts zu Weltruhm, Anerkennung und Bedeutung im Billard verhalf. 1959 begann er seine lange Reihe von Triumphen mit dem Gewinn von zwei Nationaltiteln (Cadre 71/2 und Freie Partie). 1961 gewann er die erste seiner 17 südamerikanischen Meisterschaften in Buenos Aires. 1967 gewann er die Weltmeisterschaft im Cadre 71/2 in Düsseldorf. Er schlug sowohl Seriensieger Raymond Ceulemans, als auch andere Weltklassespieler wie Dieter Müller, Jean Marty (Berardi war seit 1962 sein Schüler gewesen und nahm drei Mal im Jahr bei Marty in Paris Unterricht!), Tini Wijnen oder Hans Vultink. Berardi erhielt zwei Mal Silber bei Weltmeisterschaften 1974 im Cadre 47/2, diesmal hinter Vultink und 1975 im  71/2, hinter Francis Connesson aus Frankreich, beide Male vor heimischem Publikum in Buenos Aires. Mit 69 Einzelsiegen ist er Rekordhalter bei den Argentinische Meisterschaften in 7 verschiedenen Kategorien, darunter: 16 im Cadre 47/2, 13 im 71/2, 15 in der Freien Partie und fünf im Dreiband, davon 1988, 1989 und 1990 in Folge, eine Leistung zuvor nur Carrera, Carlos Friedenthal und Marcelo Lopez schafften. Später widmete er sich dem Unterricht in der historischen und Argentiniens wohl bekanntestem Billardsalon von 1894 „Los 36 Billares“. 2007 fand dort auch das Turnier zu Ehren seines 40-jährigen Jubiläums seines Weltmeistertitels statt.
So oft wie Berardi nahm kein argentinischer Billarista an Weltmeisterschaften teil, 27 Mal. Ein Großteil fand damals in Europa statt, zu der Zeit eine zeit- und geldaufwändige Angelegenheit für jeden Spieler. 1990 hatte er seinen letzten internationalen Auftritt, als er mit der Nationalmannschaft beim Triathlon in Essen teilnahm.

## Ehrungen
- Die Konex Stiftung zeichnete Berardi drei Mal mit den Premios Konex aus: 1980 mit dem „Diploma al Mérito“ und 1990 gleich doppelt mit „Diploma al Mérito“ und „Premio Konex de Platino“.[6]
- Das 1894 in Buenos Aires gegründete, historische Billardcafé „Los 36 Billares“ benannte einen Spielsaal nach ihm.[7]

## Erfolge
- Cadre-71/2-Weltmeisterschaft:  1967  1975
- Cadre-47/2-Weltmeisterschaft:  1974
- Panamerikameisterschaften:  19 ×
  - Freie Partie: 3 ×
  - Cadre 47/2: 4 ×
  - Cadre 71/2: 5 ×
  - Einband: 5 ×
  - Pentathlon (Fünfkampf): 2 ×
- Argentinische Dreiband-Meisterschaften:  5 ×
- Argentinische Einband-Meisterschaften:  10 ×
- Argentinische Freien-Partie-Meisterschaft:  15 ×
- Argentinische Cadre-47/1-Meisterschaft:  5 ×
- Argentinische Cadre-47/2-Meisterschaft:  16 ×
- Argentinische Cadre-71/2-Meisterschaft:  13 ×
- Argentinische Fünfkampf-Meisterschaften:  5 ×

Quellen: 